# Lidorio di Tours
Lidorio di Tours, o Litorio (in latino Litorius; ... – Tours, 13 settembre 371), fu il secondo vescovo di Tours, nel IV secolo.

## Biografia
Assunse il titolo nel 338, dopo che rimase vacante per 33 anni in seguito alle persecuzioni subite dai credenti cristiani, nonostante già da alcuni decenni fosse stato emanato l'Editto di Milano (313). Amministrò la diocesi fino all'ottavo anno del regno di Valentiniano I, ossia fino al 371.
Secondo la tradizione, edificò la prima chiesa di Tours, trasformando il palazzo di un senatore romano. La chiesa, che in origine era chiamata chiesa di san Maurizio, fu in seguito ribattezzata chiesa di san Gaziano e nel XII secolo fu interamente ricostruita e successivamente rimaneggiata fino a diventare quella che oggi è la Cattedrale di Tours.
I martirologi di Usuardo, Adone e Rabano Mauro fissano la sua celebrazione al 13 settembre. Fu sepolto nella chiesa che aveva fondato, dove il suo successore, Martino di Tours, fece inumare anche i resti del predecessore di Lidorio, Gaziano.

## Culto
Il Martirologio Romano ricorda san Lidorio il 13 settembre: